# KLHL7
 Чашеобразный белок 7  (англ. Kelch-like protein 7) представляет собой белок, который у человека кодируется геном KLHL7.
Этот ген кодирует ВТВ-родственные чашеобразные белки (англ. BTB-Kelch-related protein). Кодируемый белок может быть вовлечен в процессы деградации белков. Мутации в этом гене связаны с пигментным ретинитом 42.